# Pristimantis buccinator
Pristimantis buccinator là một loài động vật lưỡng cư trong họ Strabomantidae, thuộc bộ Anura. Loài này được Rodriguez miêu tả khoa học đầu tiên năm 1994.
Nó được tìm thấy ở Brasil, Peru, và có thể cả Bolivia. Môi trường sống tự nhiên của nó là các khu rừng đất thấp ẩm nhiệt đới và cận nhiệt đới.